# Nokia 808 PureView
Nokia 808 PureView – model telefonu zaprezentowany przez Nokię podczas targów Mobile World Congress 2012 w Barcelonie. Telefon wyróżnia się aparatem fotograficznym o niespotykanej w tego typu urządzeniach rozdzielczości 41 Mpix z optyką Carl Zeiss. Dodatkowo aparat został wyposażony w ksenonową lampę błyskową. Dużą nowością użytą w tym modelu jest wprowadzenie przez Nokię technologii PureView dzięki czemu zapewnia niespotykaną ostrość zdjęć oraz możliwość robienia zdjęć z bezstratnym zoom-em. Do wykonania zdjęć dostępne są następujące rozdzielczości: 3, 5, 8 i 38 Mpix w proporcji 4:3 oraz 2, 5, 8 i 34 Mpix w proporcji 16:9. Kamera jest w stanie zarejestrować nagrania video w jakości Full HD 1080p przy 30 klatkach na sekundę i z 4x bezstratnym zoomem. O dźwięk dba funkcja Nokia Rich Recording. 4-calowy ekran w technologii AMOLED posiada rozdzielczość 640 x 360 pikseli, przykrywa go odporne na zarysowania szkło Gorilla Glass. W podstawowych parametrach znaleźć można między innymi procesor ARM 11 taktowany zegarem 1,3 GHz i 512 MB pamięci operacyjnej. Nokia 808 pracuje pod kontrolą systemu operacyjnego Symbian Belle FP2. Nie zabrakło również technologii łączności takich jak NFC, Wi-Fi, DLNA, Bluetooth 3.0 i USB z funkcją USB on-the-go dającą możliwość podłączenia pendrive’a, myszki lub klawiatury komputerowej. Do zapisu plików telefon posiada 16 GB pamięci wewnętrznej rozszerzalnej kartami pamięci do 64 GB Micro SDXC. Telefon obsługuje karty micro SIM. Nokia 808 otrzymała podczas targów pierwsze miejsce w konkursie na najlepsze mobilne urządzenie.
Jest to ostatni telefon z Symbianem tego producenta.